# Cuvio
Cuvio é uma comuna italiana da região da Lombardia, província de Varese, com cerca de 1.515 habitantes. Estende-se por uma área de 5 km², tendo uma densidade populacional de 303 hab/km². Faz fronteira com Azzio, Barasso, Casalzuigno, Castello Cabiaglio, Cocquio-Trevisago, Comerio, Cuveglio, Gavirate, Orino.

## Demografia
| Variação demográfica do município entre 1861 e 2011                               |
|                                                                                   |
| Fonte: Istituto Nazionale di Statistica (ISTAT) - Elaboração gráfica da Wikipedia |